# Paige Davis
Mindy Paige Davis (ur. 15 października 1969 w Filadelfii w stanie Pensylwania – USA), amerykańska aktorka.